# フランシスコ・プラディーリャ・オルティス
フランシスコ・プラディーリャ・イ・オルティス（Francisco Pradilla y Ortiz、1848年7月24日 - 1921年11月1日）は、スペインの画家である。多くの作品は歴史的な場面を創造したことで有名。

## 生涯
サラゴサ県ビリャヌエバ・デ・ガリェゴで生まれ、サラゴサで学び始めた。その後、サン・フェルナンド王立アカデミーに転校し、後にマドリードの水彩画家アカデミー (Academia de Acuarelistas) に転校した。
1873年、新しく創設されたローマのスペイン美術アカデミー (Academia Española de Bellas Artes en Roma) で研修するために選ばれた最初の学生の一人になった。後にフランスとヴェネツィアに旅行し、古典の巨匠を研究した。
1878年に絵画『狂女フアナ』をスペイン全国美術展 (Exposición Nacional de Bellas Artes) に提出し、名誉勲章を授与された。 1879年にスペイン上院は、プラディーリャに『グラナダの降伏』（La Rendición de Granada）の作成を依頼した。これは完成するまでに3年を要した。
1881年にスペイン美術アカデミーの会長になった。しかし2年後にこの地位を辞任し、イタリアを旅して地元の主題や人々を描いた。1897年、プラド美術館の館長としてマドリードに戻った。しかしほんの短期間しか保持せず、それから再度絵を描くことに没頭した。
総制作品数は1,000点を超えており、同時代の流行に関係なく、さまざまな主題や様式に関心を示している。プラディーリャは主に歴史画で知られており、1910年に完成した最後の作品には、長いタイトルがつけられた作品の一つ、『セビリアの通り沿いにおける、カトリック両王の息子ドン・ファンの洗礼に付きそう従者』がある。
1921年にマドリードで没した。

## ギャラリー

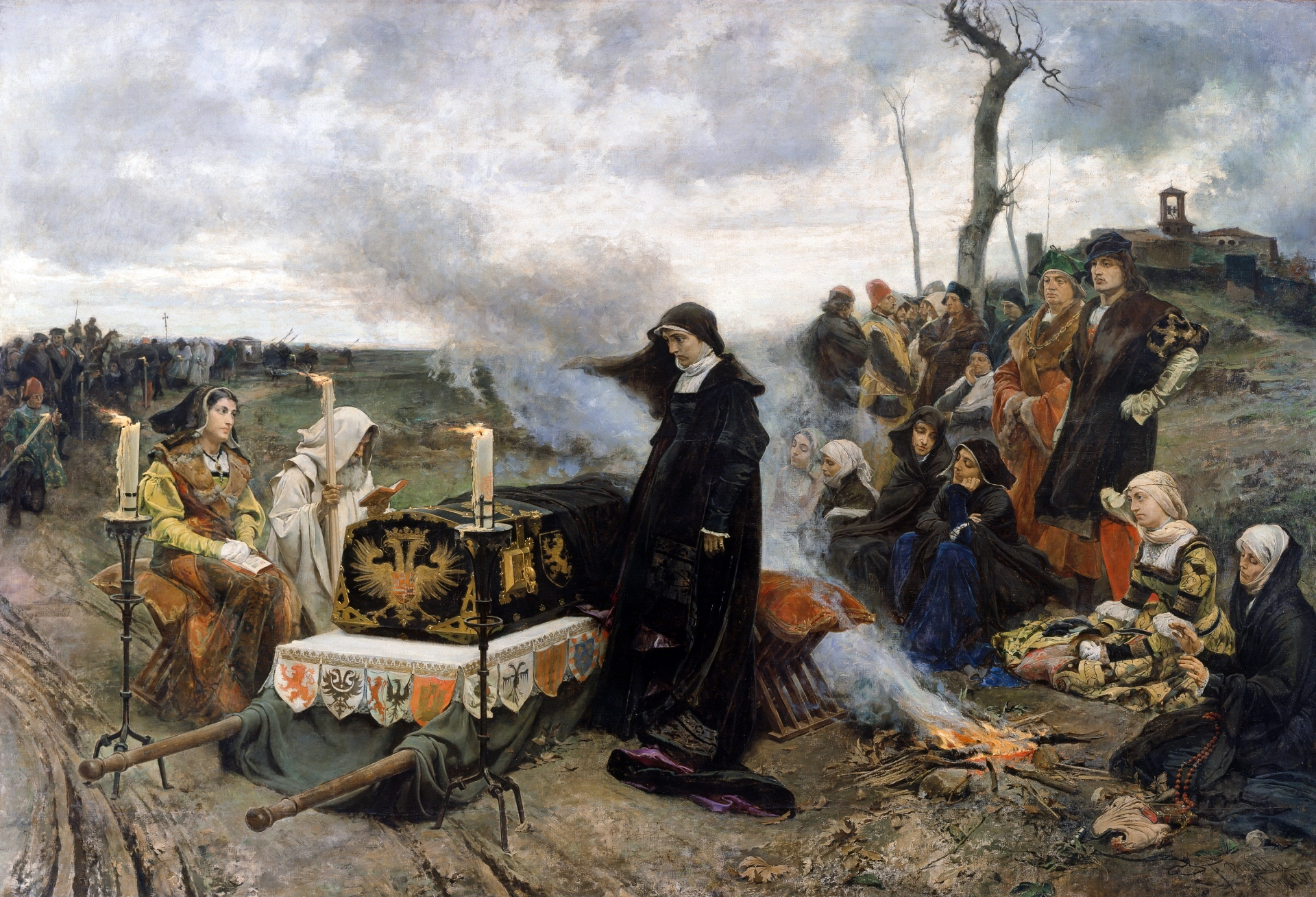
『狂女フアナ』(亡き夫フィリップ美公の棺を見守るフアナ[2]）、1877年、 プラド美術館
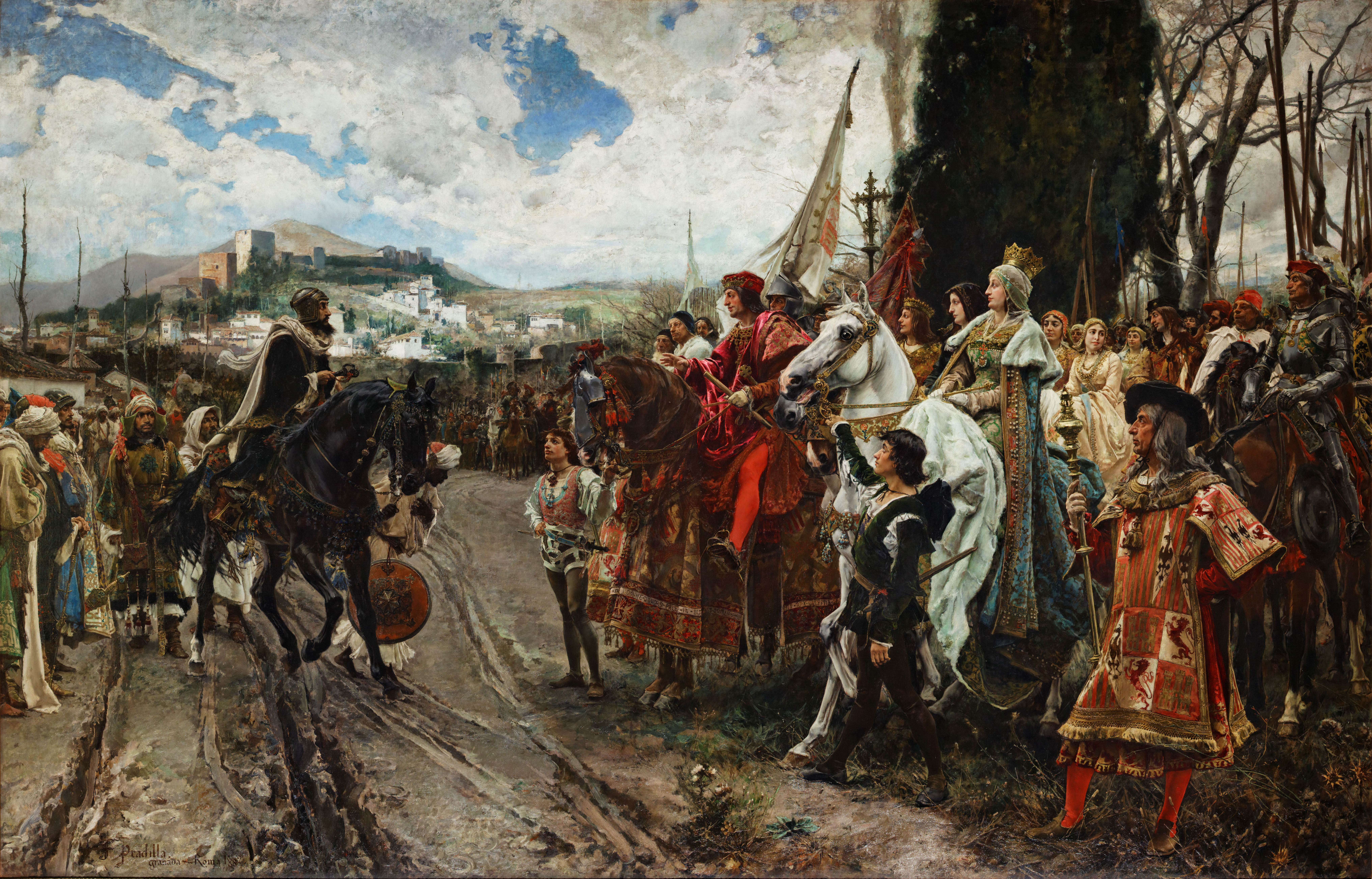
『グラナダの降伏（英語版）』（フェルディナンドとイサベルに対面するムハンマド7世）、1882年、マドリード上院議事堂
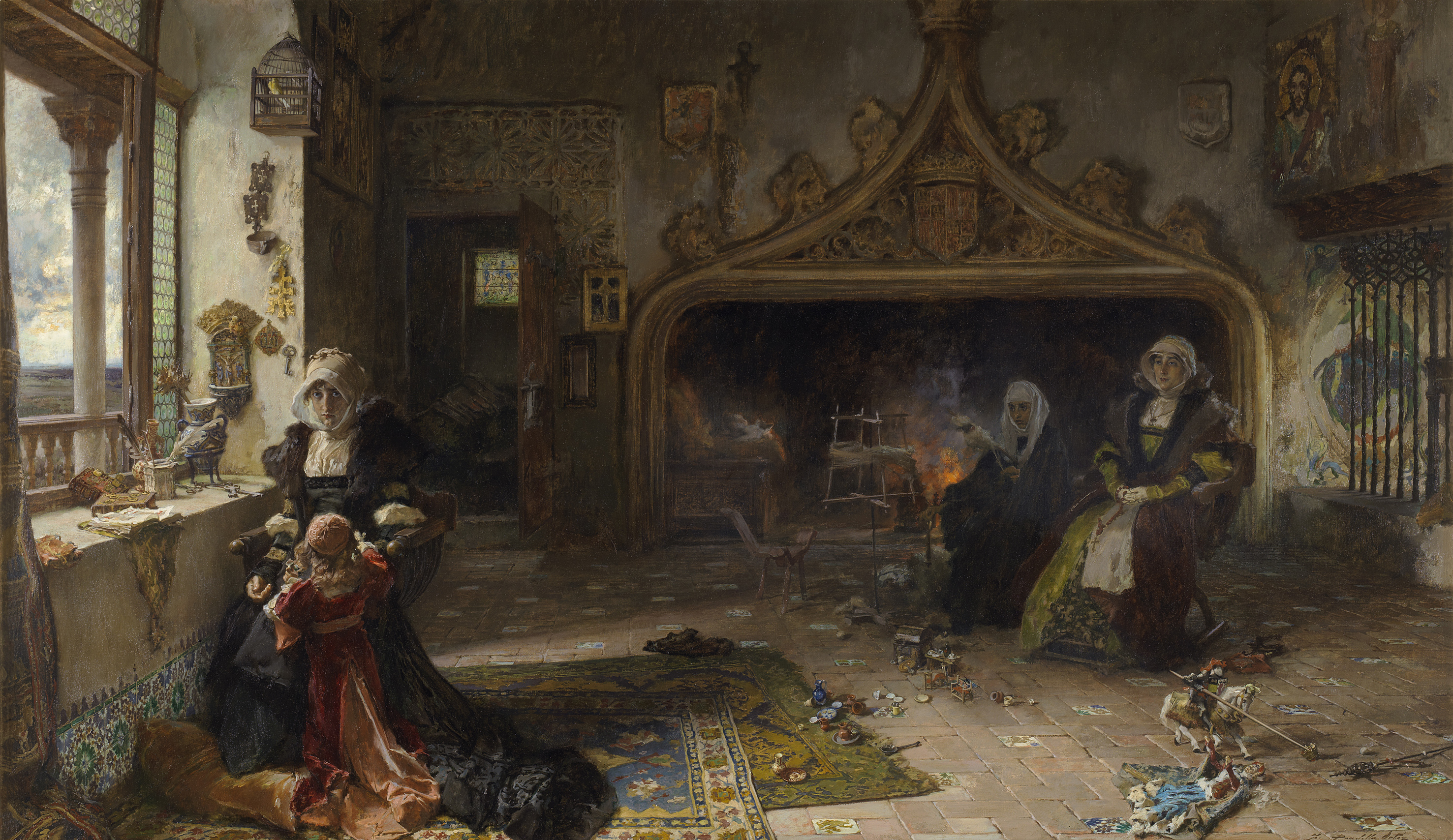
Juana the Mad imprisoned in Tordesillas with her daughter, the infanta Catalina1906年、プラド美術館
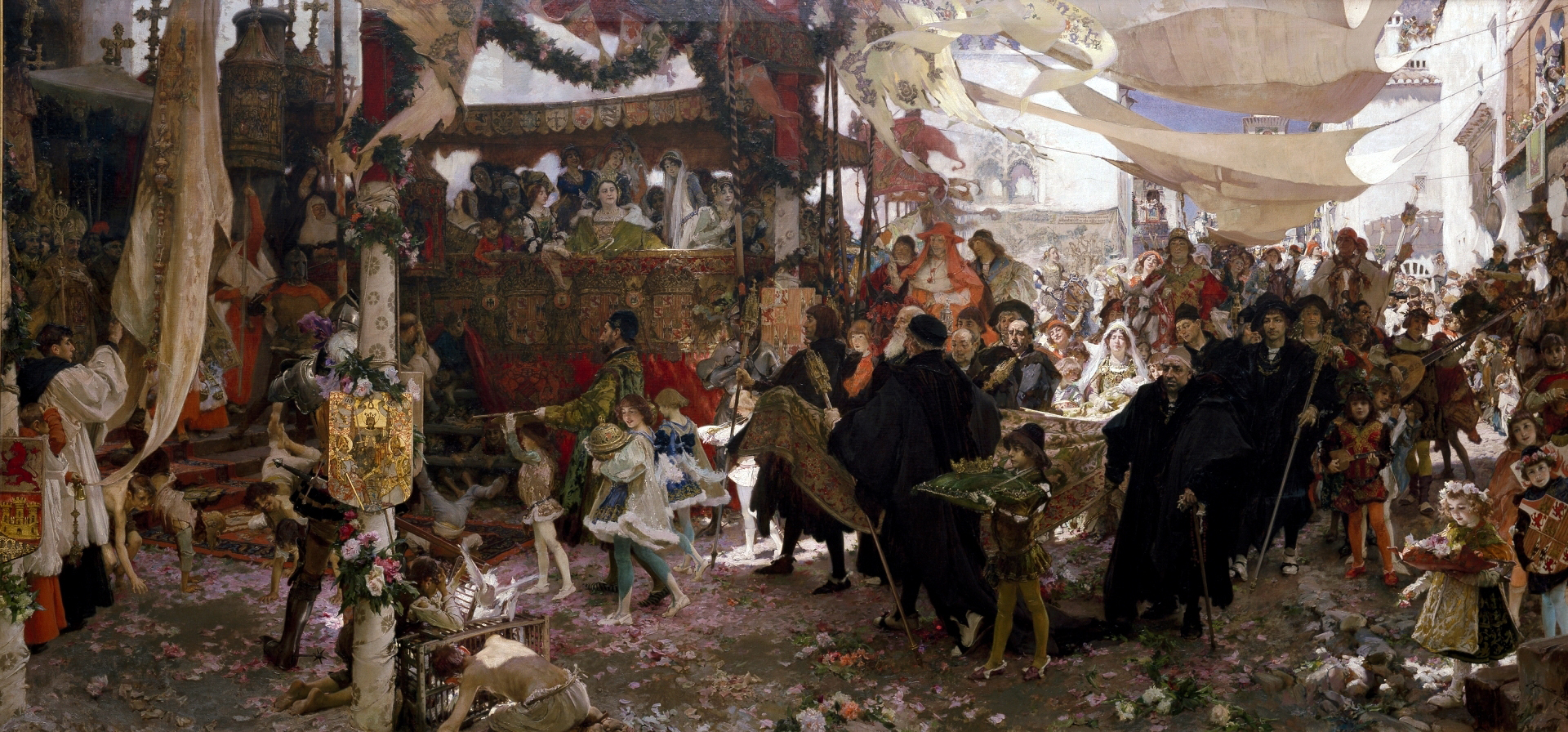
『ドン・フアンの洗礼に付きそう従者』 1919年、プラド美術館
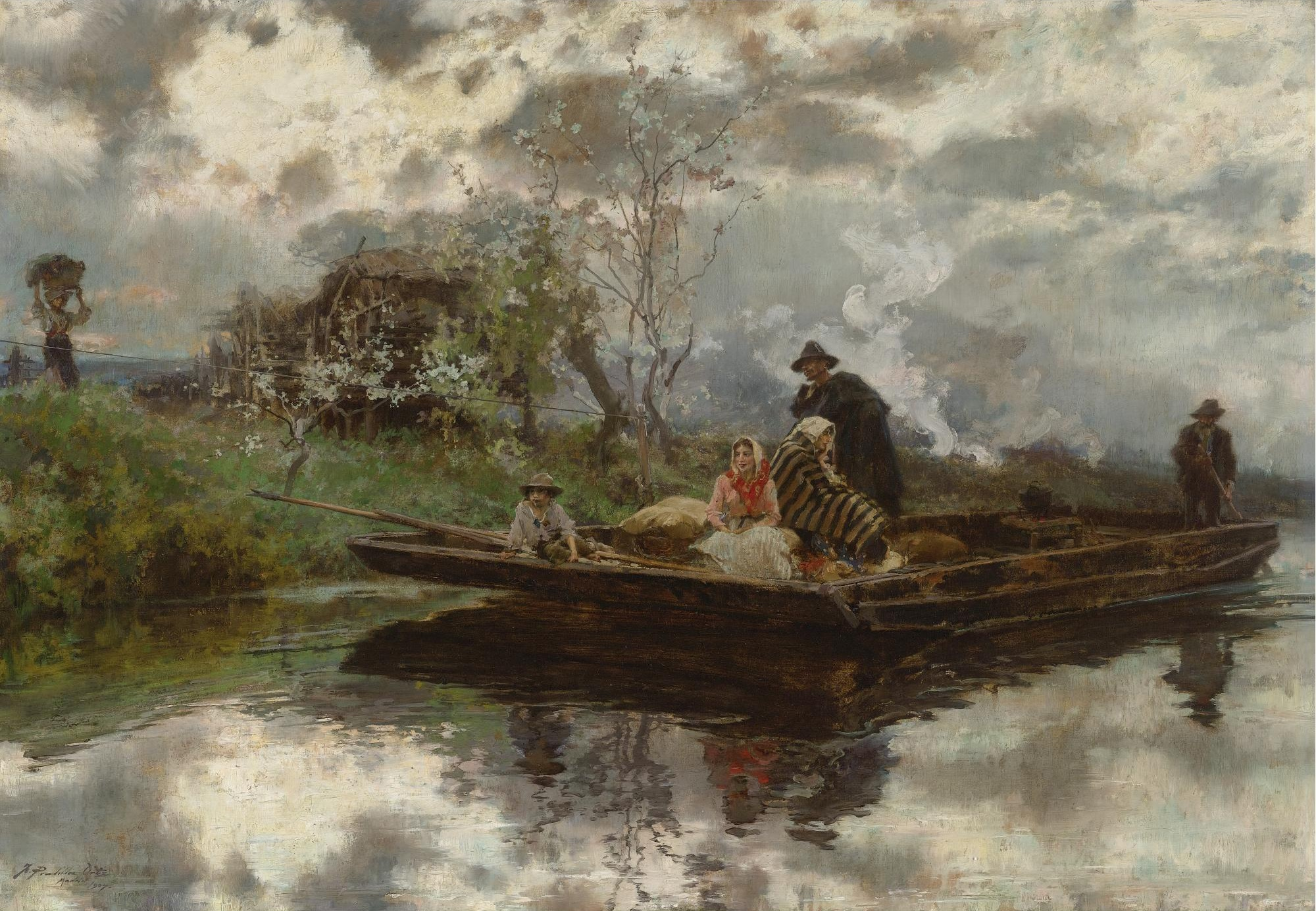
『イタリアの春の霧』
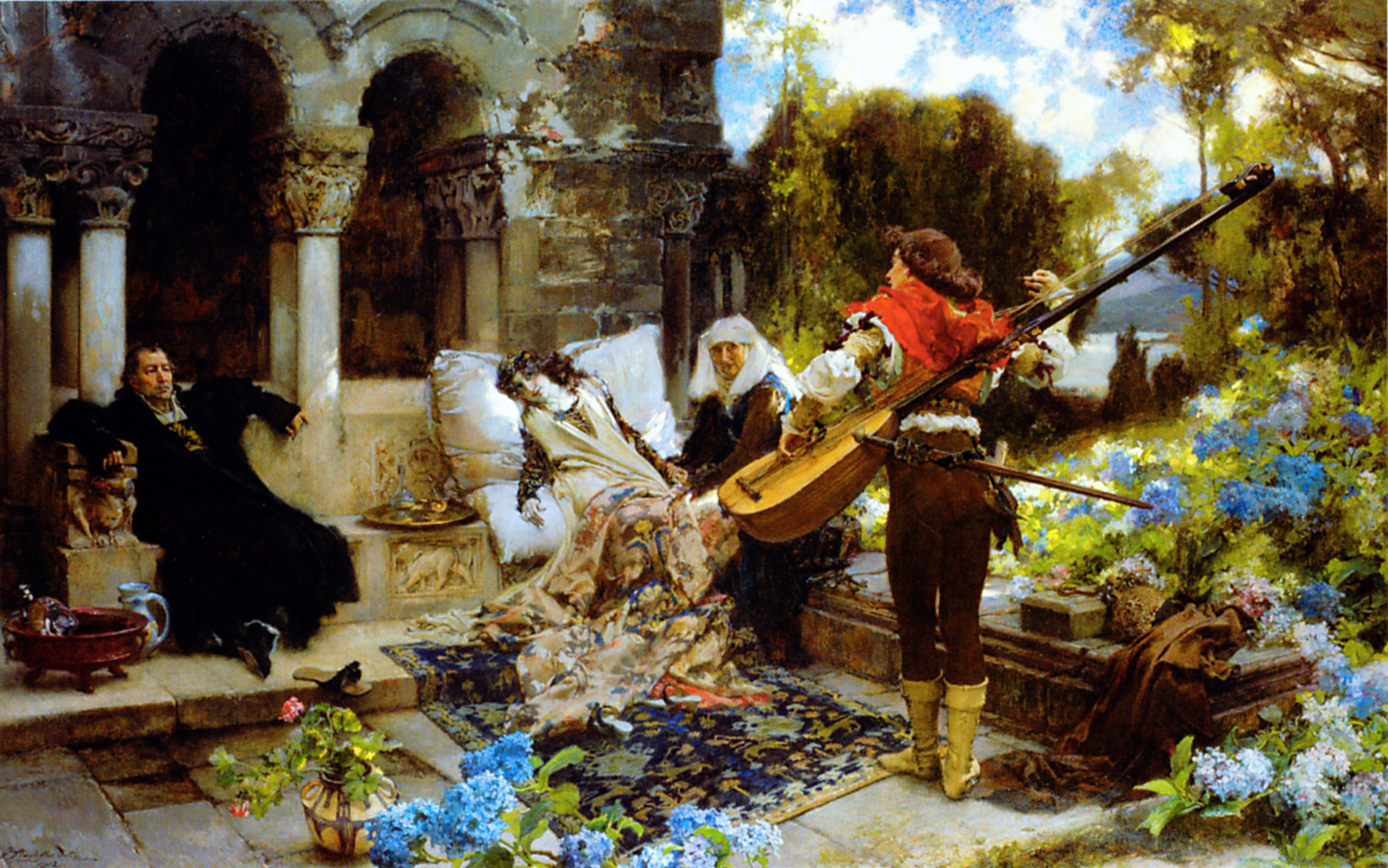
『恋煩い』